# 新藤力也
新藤 力也（しんどう りきや、1974年3月19日 - ）は、日本のプロレス団体・プロレスリングBASARA所属のリングアナウンサー。神奈川県出身。映画監督新藤兼人の孫。

## 経歴
2002年2月13日、DDTプロレスリングClub Atom大会でリングアナデビュー。
興行の前説（初めて観戦する人の為に応援とブーイングの仕方を指導）も担当しているが、いわゆる「いじられキャラ」で、ブーイングの指導や噛んだりすると容赦無くブーイングが飛ばされる。
男色ディーノの入場時の「逃げてー!」や、場外乱闘時の「お下がりください!」という注意喚起の際、口が早くなるのが特徴。2007年からは前説で高木三四郎の悪口を言ったりすることが出てくるようになったが、最後は本人が出てきてスタナーを食らう（高木曰く「新藤へのスタナーをしなければ興行が始まらないようになった」）。
2016年6月、DDTからプロレスリングBASARAへ移籍。

## エピソード
- かつてはマンガ家のアシスタントをしており、新Dというペンネームでエロマンガを描いていた時期がある。雑誌掲載はされたが単行本にはなっていない。
- マンガ家のアシスタント歴があるだけあって、非常にイラストが上手い。DDTのブランドの一つである新北京プロレスの興行で試合前に流されるVTR内では様々なマンガ家のタッチを真似したイラストを披露している。
- 2011年より「シド・リキヤ」の名でデスパンクバンド「おはよう！デスパンク」を結成、自身がボーカルを務めている。なお、同じDDT所属の井上マイクも「井上マルムスティーン」と名乗りギタリストとして参加している。

## 入場曲
- サンフランシスコ/筋肉少女帯
  - 何かしらの形で選手として参戦時。